# Will Gilbey
William Gilbey és un guionista britànic.
Gilbey treballa freqüentment amb el seu germà, el director de cinema Julian Gilbey, i és conegut sobretot per pel·lícules com Reckoning Day, Rollin' with the Nines, Rise of the Footsoldier, Doghouse i A Lonely Place to Die.
El 2013 va coescriure el thriller internacional Plastic amb Julian Gilbey i Chris Howard.

## Vida personal
El seu besavi era l'actor britànic Nigel Bruce.

## Filmografia
- Reckoning Day (2000)
- Rollin' with the Nines (2005)
- Rise of the Footsoldier (2007)
- A Lonely Place to Die (2010)
- Plastic (2013) – guionista i editor
- Once Upon a Time in London (2017) – guionista
- Jericho Ridge (2023) – guionista i director[8]